# Sorokovîi Klîn, Iampil
Sorokovîi Klîn (în ucraineană Сороковий Клин) este un sat în comuna Vozdvîjenske din raionul Iampil, regiunea Sumî, Ucraina.

## Demografie
Componența lingvistică a localității Sorokovîi Klîn
     Ucraineană (100%)
Conform recensământului din 2001, toată populația localității Sorokovîi Klîn era vorbitoare de ucraineană (100%).